# زلزال كشمير 2019
زلزال كشمير زلزال ضرب منطقة آزاد كشمير شمال شرق باكستان في 24 سبتمبر في الساعة 16:02 بالتوقيت المحلي (11:02 بالتوقيت العالمي). كان حجم الزلزال 5.8 درجة حسب مقياس درجة العزم وأقصى قوة شعرت به الزلزال من الحجم السابع (قوي جدًا) حسب مقياس ميركالي المعدل. حصل ضرر شديد في مقاطعة ميربور، مما تسبب في وفاة 26 شخصا وجرح 300 آخرين.

## الخلفية التكتونية
وقع الزلزال عند حدود الصفيحة المتقاربة، حيث تتقارب الصفيحة الهندية والصفيحة الأوراسية بمعدل 73 ملم في السنة، وتنحني الصفيحة الهندية أسفل الصفيحة الأوروبية الآسيوية. تسبب هذا الاصطدام من جهة في تكوين جبال مثل جبال الهيمالايا وجبال بامير، ومن جهة أخرى تسبب ظهور العديد من العيوب الكبيرة في التكوينات الجيولوجية. كان زلزال سبتمبر 2019 نتيجة لهذه الاضطرابات الجيولوجية بين الصفيحتين الهندية والأوراسية وذلك بسبب قوة الطاقة الكبيرة الضاغطة التي تنشأ عند حدود الصفيحة مرارًا وتكرارًا، وتؤدي في النهاية إلى زلازل قوية، مثل الزلزال المدمر الذي ضرب كشمير في عام 2005.

## الخسائر
أفادت تقارير محلية باكستانية بأن جميع من لقوا مصرعهم قد سقطوا في منطقة ميربور في أزاد كشمير شمال باكستان. كما ذكرت هيئة المسح الجيولوجي الأمريكية أن الزلزال بلغت شدته 5.8 درجة على مقياس ريختر، ووقع مركزه بعمق 10 كم تحت سطح الأرض، وعلى بُعد كيلو متر واحد جنوب شرقي منطقة ميربور. شعر بالزلزال سكان العاصمة إسلام آباد ومدن روالبندي وموري وخيبر وكوهيستان، فضلًا عن بعض المناطق الهندية. أظهرت بعض الصورة التي بثتها قناة «جيو نيوز» الباكستانية حدوث تشققات كبيرة في اراض ابتلعت بعض السيارات نتيجة الزلزال. تسبب الزلزال في انقطعت الكهرباء عن المنطقة المنكوبة بسبب تساقط عدد كبير من أعمدة الكهرباء.

### الخسائر البشرية
قال مسؤولون باكستانيون في 26 سبتمبر إن عدد ضحايا الزلزال الذي وقع في كشمير ارتفع إلى 37 قتيلاً، في حين واصلت فرق الإنقاذ عملها، وسوى الزلزال منازل بالأرض ودمر متاجر وأحدث تشققات كبيرة في الشوارع بمنطقة بين بلدتي جيلوم وميربور في الشمال، ويقع جزء منها في الشطر الذي تسيطر عليه باكستان من كشمير، وقالت الهيئة الوطنية لإدارة الكوارث إن معظم القتلى تقريباً من الشطر الباكستاني من كشمير، وإن أكثر من 450 شخصاً أصيبوا بجروح. قال رئيس الإدارة المحلية في ميربور أن معظم الأضرار وقعت في قرى انهارت منازلها القديمة.

## هزة ارتدادية
في صباح يوم الخميس 26 سبتمبر ضرب زلزال بلغت شدته 4.4 درجات على مقياس ريختر شمال شرق باكستان في هزة أرضية ارتدادية لتلك التي أوقعت في 24 سبتمبر في يوم الثلاثاء، وأعلن ذلك خبير الأرصاد الجوية الباكستاني محمد رياض، على إثر الهزة هرع السكان إلى الشارع في حالة هلع دون تسجيل حالات وفاة.